# George Atwood
George Atwood, FRS, angleški matematik in izumitelj, * oktober 1745, Westminster,  London, Anglija, † 11. julij 1807, London, Anglija.
Atwood je leta 1784 izumil napravo, ki je demonstrirala prvi Newtonov zakon gibanja pri konstantnem pospešku.